# Фурьясси, Дзеффиро
Дзеффиро Фурьясси (итал.  Zeffiro Furiassi; 19 января 1923, Пезаро — 4 ноября 1974, Флоренция) — итальянский футболист, защитник. По завершении игровой карьеры — футбольный тренер.
В качестве игрока прежде всего известен выступлениями за клубы «Фиорентина» и «Лацио», а также национальную сборную Италии.

## Клубная карьера
Воспитанник футбольной школы клуба «Вис Пезаро». Взрослую футбольную карьеру начал в 1939 году в основной команде того же клуба, в которой провёл один сезон.
Своей игрой за эту команду привлёк внимание представителей тренерского штаба клуба «Фиорентина», в состав которого присоединился в 1940 году. Сыграл за «фиалок» следующие три сезона своей игровой карьеры.
Впоследствии с 1944 по 1946 год играл в составе команд клубов «Карпи» и «Бьеллезе».
В 1946 вернулся в клуб «Фиорентина». И на этот раз провёл в составе его команды три сезона. Большую часть времени, проведённого в составе «Фиорентины», был основным игроком защиты команды.
В 1949 перешёл в клуб «Лацио», за который отыграл 5 сезонов. Играя в составе «Лацио» также в основном выходил на поле в основном составе команды. Завершил профессиональную карьеру футболиста выступлениями за команду «Лацио» в 1954 году.

## Выступления за сборную
В 1950 дебютировал в официальных матчах в составе национальной сборной Италии. В течение карьеры в национальной команде, которая длилась всего 1 год, провёл в форме главной команды страны 2 матча. В составе сборной был участником чемпионата мира 1950 года в Бразилии.

## Карьера тренера
Начал тренерскую карьеру, вернувшись к футболу после небольшого перерыва, в 1961 году, возглавив тренерский штаб клуба «Савона».
В дальнейшем возглавлял команду клуба «Л’Акуила».
Последним местом тренерской работы был клуб «Таранто», команду которого Дзеффиро Фурьясси возглавлял в качестве главного тренера до 1973 года.